# Списък на страните по официален език
Списъкът включва независими държави и зависими територии, подредени по официален език. Официалните езици на отделни части от страните не са включени.

## А
| Език                | Държава |
| ------------------- | --- |
| Азербайджански език | Азербайджан |
| Аймара              | Боливия · Перу |
| Албански език       | Албания · Косово |
| Амхарски език       | Етиопия |
| Английски език      | Австралия · Ангила · Антигуа и Барбуда · Барбадос · Бахамски острови · Белиз · Бермудски острови · Ботсвана · Бруней · Вануату · Гамбия · Гана · Гвиана · Гибралтар · Гренада · Гуам · Доминика · Замбия · Зимбабве · Индия · Ирландия · Кайманови острови · Камерун · Канада · Кения · Кирибати · Лесото · Либерия · Мавриций · Малави · Малта · Маршалови острови · Микронезия · Монсерат · Намибия · Науру · Нигерия · Ниуе · Нова Зеландия · Норфолк · Великобритания · Острови Кук · Пакистан · Палау · Папуа Нова Гвинея |

| Език           | Държава |
| -------------- | --- |
| Английски език | Руанда · Самоа · Есватини · САЩ* · Света Елена, Възнесение и Тристан да Куня · Северни Мариански острови · Сейнт Винсент и Гренадини · Сейнт Китс и Невис · Сейнт Лусия · Сейшелски острови · Сиера Леоне · Сингапур · Соломонови острови · Токелау · Тонга · Тринидад и Тобаго · Търкс и Кайкос · Уганда · Фиджи · Филипини · Фолкландски острови · Шри Ланка · ЮАР · Ямайка |
| Арабски език   | Алжир · Бахрейн · Джибути · Египет · Еритрея · Израел · Ирак · Йемен · Йордания · Катар · Коморски острови · Кувейт · Либия · Ливан · Мавритания · Мароко · Обединени арабски емирства · Оман · Палестинска автономия · Саудитска Арабия · Сирия · Судан · Тунис · Чад |
| Арменски език  | Армения |
| Африканс       | ЮАР |

## Б
| Език           | Държава              |
| -------------- | -------------------- |
| Беларуски език | Беларус              |
| Бенгалски език | Бангладеш · Сингапур |
| Бирмански език | Мианмар              |

| Език           | Държава             |
| -------------- | ------------------- |
| Бислама        | Вануату             |
| Букмол         | Норвегия            |
| Босненски език | Босна и Херцеговина |
| Български език | България            |

## В
| Език            | Държава    |
| --------------- | ---------- |
| Венда           | ЮАР        |
| Виетнамски език | Виетнам    |
| Волоф           | Мавритания |

## Г
| Език           | Държава        |
| -------------- | -------------- |
| Грузински език | Грузия         |
| Гръцки език    | Гърция · Кипър |
| Гуарански език | Парагвай       |

## Д
| Език        | Държава    |
| ----------- | ---------- |
| Дари        | Афганистан |
| Датски език | Дания      |
| Дзонгкха    | Бутан      |
| Дивехи      | Малдиви    |

## Е
| Език          | Държава |
| ------------- | ------- |
| Естонски език | Естония |

## З
| Език         | Държава |
| ------------ | ------- |
| Зулуски език | ЮАР     |

## И
| Език              | Държава |
| ----------------- | --- |
| Иврит             | Израел |
| Индонезийски език | Индонезия |
| Ирландски език    | Ирландия |
| Исландски език    | Исландия |
| Испански език     | Аржентина · Боливия · Венецуела · Гватемала · Доминиканска република · Еквадор · Екваториална Гвинея · Салвадор · Испания |

| Език            | Държава                                                                                                   |
| --------------- | --- |
| Испански език   | Колумбия · Коста Рика · Куба · Мексико · Никарагуа · Панама · Парагвай · Перу · Уругвай · Хондурас · Чили |
| Италиански език | Италия · Сан Марино · Швейцария                                                                           |

## К
| Език                | Държава        |
| ------------------- | -------------- |
| Кабовердиански език | Кабо Верде     |
| Казахски език       | Казахстан      |
| Каталонски език     | Андора         |
| Кечуа               | Боливия · Перу |
| Киняруанда          | Руанда         |
| Киргизки език       | Киргизстан     |

| Език            | Държава                    |
| --------------- | -------------------------- |
| Кирибатски език | Кирибати                   |
| Кирунди         | Бурунди                    |
| Коморски език   | Коморски острови           |
| Корейски език   | Северна Корея · Южна Корея |
| Кхмерски език   | Камбоджа                   |
| Кхоса           | ЮАР                        |

## Л
| Език               | Държава    |
| ------------------ | ---------- |
| Лаоски език        | Лаос       |
| Латвийски език     | Латвия     |
| Латински език      | Ватикан    |
| Литовски език      | Литва      |
| Люксембургски език | Люксембург |

## М
| Език             | Държава                      |
| ---------------- | ---------------------------- |
| Маврицийски език | Мавриций                     |
| Македонски език  | Северна Македония            |
| Малайски език    | Бруней · Малайзия · Сингапур |
| Малгашки език    | Мадагаскар                   |
| Малтийски език   | Малта                        |

| Език           | Държава                   |
| -------------- | ------------------------- |
| Мандарин       | Китай · Сингапур · Тайван |
| Маорски език   | Нова Зеландия             |
| Маршалски език | Маршалови острови         |
| Молдовски език | Молдова                   |
| Монголски език | Монголия                  |

## Н
| Език        | Държава                                                           |
| ----------- | ----------------------------------------------------------------- |
| Немски език | Австрия · Белгия · Германия · Лихтенщайн · Люксембург · Швейцария |

| Език            | Държава  |
| --------------- | -------- |
| Науруански език | Науру    |
| Ндебеле         | ЮАР      |
| Непалски език   | Непал    |
| Нинорск         | Норвегия |
| Ниянджа         | Малави   |

## П
| Език             | Държава                                          |
| ---------------- | ------------------------------------------------ |
| Палауански език  | Палау                                            |
| Полски език      | Полша                                            |
| Португалски език | Ангола · Бразилия · Гвинея-Бисау · Източен Тимор |

| Език             | Държава                                                  |
| ---------------- | -------------------------------------------------------- |
| Португалски език | Кабо Верде · Мозамбик · Португалия · Сао Томе и Принсипи |
| Пущунски език    | Афганистан                                               |

## Р
| Език              | Държава                                  |
| ----------------- | ---------------------------------------- |
| Реторомански език | Швейцария                                |
| Румънски език     | Румъния · Молдова                        |
| Руски език        | Беларус · Казахстан · Киргизстан · Русия |

## С
| Език            | Държава                       |
| --------------- | ----------------------------- |
| Самоански език  | Самоа                         |
| Санго           | Централноафриканска република |
| Сесото          | Лесото · ЮАР                  |
| Синдхи          | Пакистан                      |
| Синхалски език  | Шри Ланка                     |
| Словашки език   | Словакия                      |
| Словенски език  | Словения                      |
| Сомалийски език | Сомалия                       |

| Език         | Държава                                            |
| ------------ | -------------------------------------------------- |
| Сръбски език | Босна и Херцеговина · Сърбия · Черна гора · Косово |
| Суази        | Есватини · ЮАР                                     |
| Суахили      | Кения · Танзания                                   |

## Т
| Език           | Държава              |
| -------------- | -------------------- |
| Таджикски език | Таджикистан          |
| Тайски език    | Тайланд              |
| Тамилски език  | Сингапур · Шри Ланка |
| Тетун          | Източен Тимор        |
| Тигриня        | Еритрея              |
| Ток писин      | Папуа Нова Гвинея    |
| Тонгански език | Тонга                |

| Език             | Държава        |
| ---------------- | -------------- |
| Тсонга           | ЮАР            |
| Тсуана           | Ботсвана · ЮАР |
| Тувалуански език | Тувалу         |
| Туркменски език  | Туркменистан   |
| Турски език      | Кипър · Турция |

## У
| Език           | Държава    |
| -------------- | ---------- |
| Узбекски език  | Узбекистан |
| Украински език | Украйна    |
| Унгарски език  | Унгария    |
| Урду           | Пакистан   |

## Ф
| Език            | Държава |
| --------------- | --- |
| Фарси           | Иран |
| Филипински език | Филипини |
| Фински език     | Финландия |
| Фиджийски език  | Фиджи |
| Френски език    | Белгия · Бенин · Буркина Фасо · Бурунди · Вануату · Габон · Гваделупа · Гвинея · Демократична република Конго · Джибути · Камерун · Канада · Коморски острови · Република Конго · Кот д'Ивоар · Люксембург |

| Език         | Държава |
| ------------ | --- |
| Френски език | Мавриций · Мадагаскар · Мали · Мартиника · Монако · Нигер · Нова Каледония · Реюнион · Руанда · Сейшелски острови · Сен Пиер и Микелон · Сенегал · Того · Уолис и Футуна · Франция · Френска Гвиана · Френска Полинезия · Хаити · Централноафриканска република · Чад · Швейцария |

## Х
| Език                    | Държава           |
| ----------------------- | ----------------- |
| Хаитянски креолски език | Хаити             |
| Хинди                   | Индия             |
| Фиджийски хиндустани    | Фиджи             |
| Хири моту               | Папуа Нова Гвинея |

| Език           | Държава                                                      |
| -------------- | ------------------------------------------------------------ |
| Холандски език | Аруба · Белгия · Нидерландия · Нидерландски Антили · Суринам |
| Хърватски език | Босна и Херцеговина · Хърватия                               |

## Ч
| Език       | Държава |
| ---------- | ------- |
| Чаморо     | Гуам    |
| Чешки език | Чехия   |

## Ш
| Език         | Държава            |
| ------------ | ------------------ |
| Шведски език | Финландия · Швеция |

## Я
| Език         | Държава |
| ------------ | ------- |
| Японски език | Япония  |